# Romuald Baczyński
Romuald Baczyński (ur. 12 września 1893 w Osowcach, zm. 25 kwietnia 1957) – polski wojskowy, nauczyciel i urzędnik.

## Życiorys
Urodził się 12 września 1893 r. w Osowcu koło Buczacza jako syn Ludwika (pisarza miejskiego) i Marii z domu Karpińskiej. Ukończył szkołę powszechną w Podhajcach, a następnie liceum w Tarnopolu, po którym podjął studia prawnicze. Po wybuchu I wojny światowej przerwał studia i wstąpił do Polskiej Organizacji Wojskowej, służąc jako łącznik, a następnie walczył w 1 Pułku Piechoty 1 Brygady Legionów Polskich, przechodząc cały szlak bojowy. W latach 1918–1921 brał udział w wojnie polsko-bolszewickiej, po której jako weteran otrzymał działkę osadnika wojskowego koło Pińska. Po wojnie pracował w Poleskim Urzędzie Wojewódzkim, a następnie jako nauczyciel w Krzemieńcu i Kosowie Poleskim. 10 marca 1937r. został odznaczony Medalem Niepodległości.
W marcu 1939 r. został zmobilizowany i skierowany do służby w Brześciu i w Baranowiczach. We wrześniu 1939 r. został wzięty do niewoli przez wojska sowieckie koło Halicza, ale zbiegł i przedostał się do Lwowa, gdzie rozpoczął pracę w spółdzielni uniwersyteckiej. W czasie niemieckiej okupacji należał do Okręgu Lwów Armii Krajowej i uczestniczył w Akcji Burza na Podolu. Od września 1944 do lipca 1945 r. walczył w oddziałach Zgrupowania Lwowskich Oddziałów Leśnych Warta Armii Krajowej na Rzeszowszczyźnie.
Zagrożony aresztowaniem przez NKWD i UB, wyjechał na Dolny Śląsk, gdzie osiedlił się w Lubaniu i przejął gospodarstwo w Biedrzychowicach. Jednocześnie działał w Zrzeszeniu Wolność i Niezawisłość w Lubaniu i prowadził legalizację żołnierzy Armii Krajowej z jego dawnego oddziału, którzy trafiali w rejon Lubania, i ich ewakuację do alianckich stref okupacyjnych. Od listopada 1945 do kwietnia 1946 r. był Prezesem Powiatowym Zrzeszenia WiN w Lubaniu. W kwietniu 1946 r. został aresztowany na podstawie decyzji Komisji Specjalnej do Walki z Nadużyciami i Szkodnictwem Gospodarczym i skazany na rok więzienia, ale został zwolniony po ośmiu miesiącach. 20 września 1949 r. został aresztowany w związku z likwidacją przez UB poakowskiego oddziału por. Mieczysława Bielca ps. Błysk, dodatkowo nocą z 9 na 10 października 1949 r. funkcjonariusze UB znaleźli w Lubaniu część archiwum lubańskiego WiN. 11 maja 1950 r. został skazany na 13 lat więzienia. Zwolniony z więzienia z powodu choroby, zmarł 25 kwietnia 1957 r. i został pochowany na cmentarzu komunalnym w Lubaniu na Dolnym Śląsku.